# Тлісі
Тлісі (рос. Тлиси) — село Ахвахського району, Дагестану Росії. Входить до складу муніципального утворення Сільрада Тлібішинська.
Населення — 211 (2010).

## Населення
За даними перепису населення 2002 року в селі мешкало 330 осіб. У тому числі 158 (47,88 %) чоловіків та 172 (52,12 %) жінки.
Переважна більшість мешканців — аварці (100 % від усіх мешканців). У селі переважає багвинська мова.